# Mulgikapsad

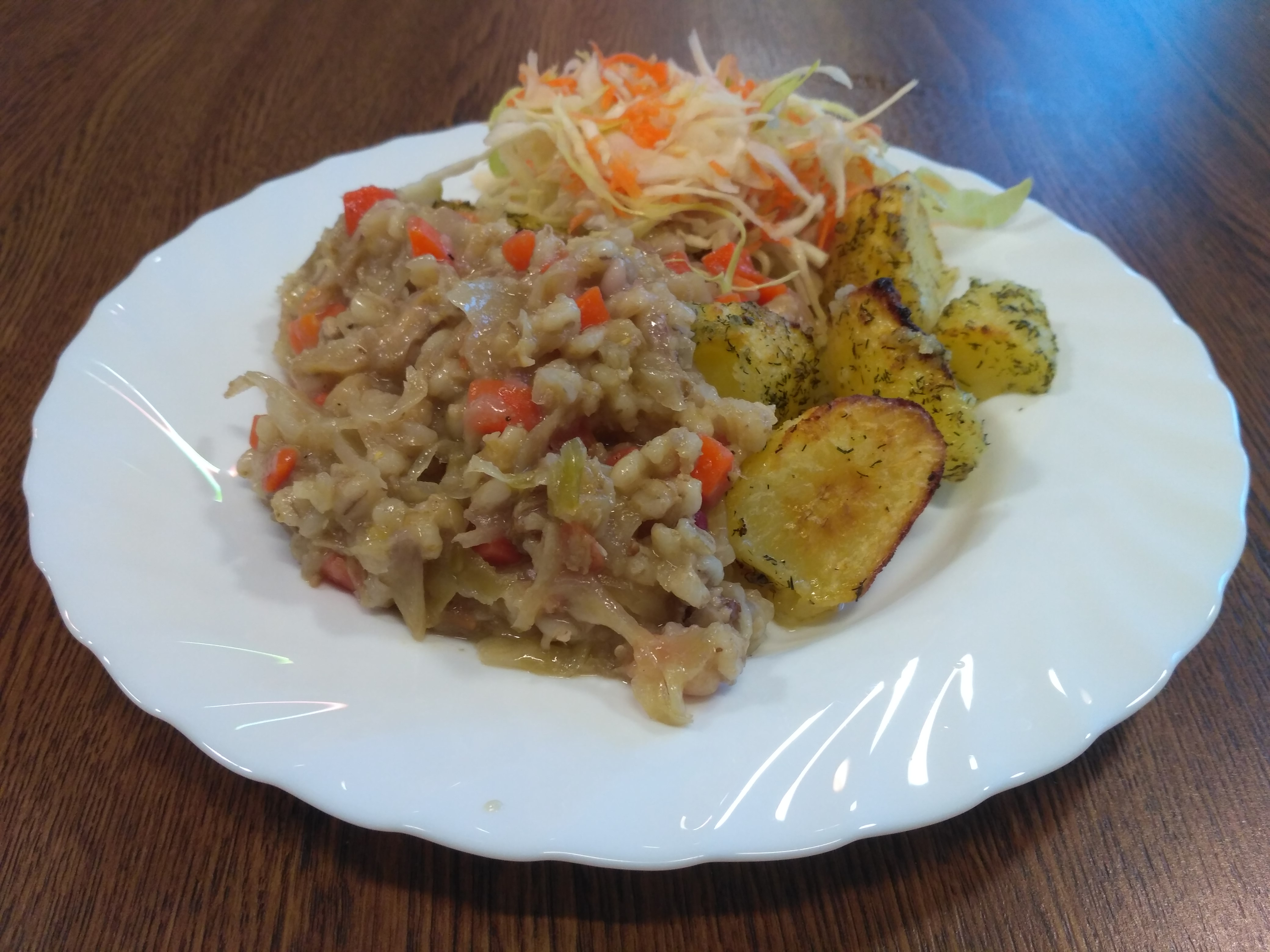
Mulgikapsad z ziemniakami

Mulgikapsad (także: Mulgi kapsad) – danie kuchni estońskiej.
Jest jednym z najpopularniejszych dań estońskich. Wywodzi się z Viljandii (południowa część kraju), a dokładnie z historycznego regionu Mulgimaa. Opiera się na jednym z najchętniej spożywanych w Estonii warzyw - kapuście, gotowanej długo wraz z boczkiem i namoczonym uprzednio jęczmieniem. Z przypraw dodaje się tylko sól i pieprz. Mulgikapsad podaje się najczęściej z gotowanymi ziemniakami i smażoną cebulą.